# Regions naturals de Tunísia
Tunísia està formada per quatre grans regions naturals amb les seves subregions:
- Nord mediterrani:
  - La Khroumirie i muntanyes del nord
  - La Vall del riu Medjerda
    - La baixa Vall del riu Medjerda
    - L'alta vall del riu Medjerda o la Dakhla

  - La vall del riu Miliana o simplement Miliana
  - Les muntanyes Zaghouan
  - La península del Cap Bon
- El Sahel tunisià (la terra de les sabkhes)
- La zona predesèrtica dels oasis i xots, antiga Kashtiliya i més tard Djerid
- El Gran Erg Oriental o zona desèrtica